# Especial pop
Especial Pop fue un programa musical de televisión, emitido por TVE en la temporada 1969-1970.

## Formato
Uno de los primeros proyectos realizados por el rumano Valerio Lazarov en España, el programa acercaba al público español los ritmos de lo que entonces se denominaba música ligera, dirigida a un público entre 15 y 25 años.
Estaba presentado por Miguel de los Santos, acompañado del actor Manuel Galiana y de la entonces compañera sentimental del realizador Elsa Baeza.